# Aulnois-en-Perthois
Aulnois-en-Perthois település Franciaországban, Meuse megyében. Lakosainak száma 470 fő (2022. január 1.). Aulnois-en-Perthois Cousances-les-Forges, Lavincourt, Rupt-aux-Nonains, Savonnières-en-Perthois és Stainville községekkel határos.

## Népesség
A település népességének változása:
| Lakosok száma | 360  | 376  | 413  | 453  | 523  | 515  | 506  | 498  | 489  | 470  |
|               | 1968 | 1982 | 1990 | 2006 | 2013 | 2015 | 2017 | 2019 | 2020 | 2022 |